# Нідвілл (Техас)
Нідвілл (англ. Needville) — місто (англ. city) в США, в окрузі Форт-Бенд штату Техас. Населення — 3089 осіб (2020).

## Географія
Нідвілл розташований за координатами 29°23′45″ пн. ш. 95°50′22″ зх. д. / 29.39583° пн. ш. 95.83944° зх. д. (29.395892, -95.839323).  За даними Бюро перепису населення США в 2010 році місто мало площу 4,46 км², з яких 4,46 км² — суходіл та 0,00 км² — водойми. В 2017 році площа становила 5,21 км², з яких 5,20 км² — суходіл та 0,01 км² — водойми.

## Демографія
Згідно з переписом 2010 року, у місті мешкали 2823 особи в 1027 домогосподарствах у складі 755 родин. Густота населення становила 633 особи/км².  Було 1098 помешкань (246/км²).
Расовий склад населення:
| - 74,9 % — білих - 10,4 % — чорних або афроамериканців - 0,5 % — азіатів - 0,4 % — корінних американців - 11,3 % — осіб інших рас |

До двох чи більше рас належало 2,4 %. Частка іспаномовних становила 24,7 % від усіх жителів.
За віковим діапазоном населення розподілялося таким чином: 27,8 % — особи молодші 18 років, 59,5 % — особи у віці 18—64 років, 12,7 % — особи у віці 65 років та старші. Медіана віку мешканця становила 35,4 року. На 100 осіб жіночої статі у місті припадало 91,3 чоловіків;  на 100 жінок у віці від 18 років та старших — 87,7 чоловіків також старших 18 років.
Середній дохід на одне домашнє господарство  становив 72 115 доларів США (медіана — 55 385), а середній дохід на одну сім'ю — 77 740 доларів (медіана — 61 544). Медіана доходів становила 58 796 доларів для чоловіків та 34 167 доларів для жінок. За межею бідності перебувало 8,4 % осіб, у тому числі 2,8 % дітей у віці до 18 років та 18,6 % осіб у віці 65 років та старших.
Цивільне працевлаштоване населення становило 1396 осіб. Основні галузі зайнятості: освіта, охорона здоров'я та соціальна допомога — 26,3 %, роздрібна торгівля — 11,0 %, виробництво — 9,2 %, будівництво — 9,2 %.